# Kożuchów
Kożuchów (niem. Freystadt in Schlesien) – miasto w województwie lubuskim, w powiecie nowosolskim, siedziba gminy miejsko-wiejskiej Kożuchów. Historycznie na Dolnym Śląsku.
Według danych GUS z 30 czerwca 2021 r. Kożuchów liczył 9231 mieszkańców.

## Nazwa

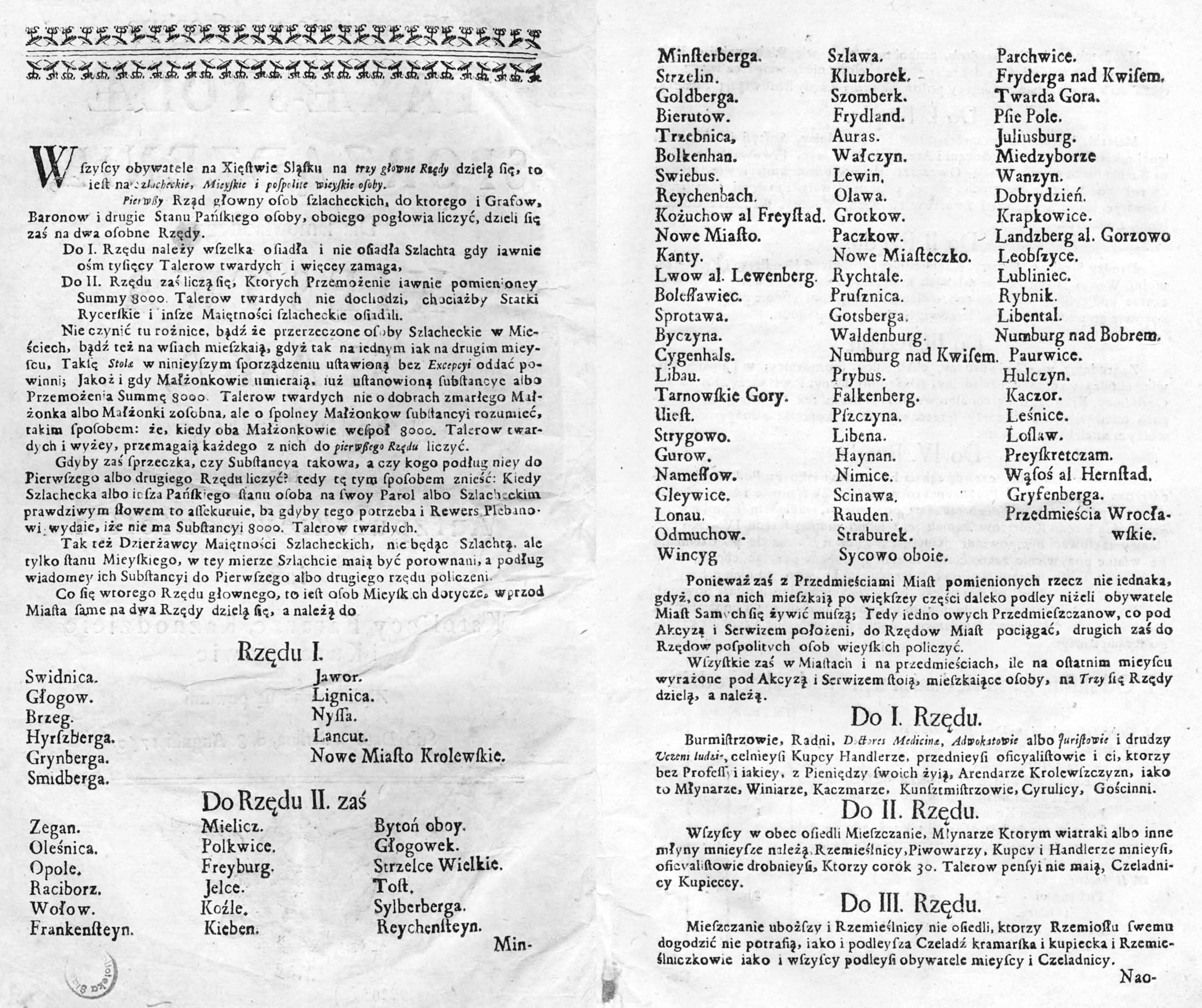
Kożuchów wśród innych nazw śląskich miejscowości w urzędowym pruskim dokumencie z 1750 roku wydanym w języku polskim w Berlinie.

Słownik geograficzny Królestwa Polskiego wymienia dwie nazwy miejscowości – Kożuchów oraz niemiecką Freystadt. W roku 1613 śląski regionalista i historyk Mikołaj Henel z Prudnika wymienił miejscowość w swoim dziele o geografii Śląska pt. Silesiographia podając jej łacińskie nazwy: Freistadium, Eleutheropolis. W 1750 roku nazwa Kożuchów wraz z niemiecką Freystad wymieniona jest w języku polskim przez Fryderyka II pośród innych miast śląskich w zarządzeniu urzędowym wydanym dla mieszkańców Śląska.
Miasto nosiło również zgermanizowane nazwy na przestrzeni wieków jak Wriegenstadt, Friegenstadt, Freinstadt, Freystadt. Polską nazwę Kożuchów w książce „Krótki rys jeografii Szląska dla nauki początkowej” wydanej w Głogówku w 1847 wymienił śląski pisarz Józef Lompa.

## Historia
Kożuchów należy do najstarszych miast Dolnego Śląska. 
Pierwsza udokumentowana wzmianka pochodzi z 1273 roku (Cosuchov), choć prawdopodobnie istniał tu gród już w czasach plemienia Dziadoszan. Prawa miejskie osada targowa uzyskała ok. 1291. Położone przy skrzyżowaniu dróg handlowych, miasto szybko zyskało na znaczeniu. W latach 1397–1467 stolica udzielnego księstwa. Jego ówczesny status podkreśla nie tylko prawa bicia monet, ale także rolę, jaką miasto odegrało podczas wojny sukcesyjnej o księstwo głogowskie. Od XIV do XVI w. miasto było ośrodkiem sukiennictwa, garbarstwa, garncarstwa i piwowarstwa. Upadek miasta nastąpił podczas wojny trzydziestoletniej (1618–1648). 
W XIX wieku stało się lokalnym ośrodkiem przemysłowo-handlowym, powstała tu fabryka maszyn rolniczych i zakłady ceramiczne. Podczas II wojny światowej miasto zostało znacząco zniszczone, 13 lutego 1945 do Kożuchowa wkroczyła Armia Czerwona. Po wojnie Kożuchów został zasiedlony Polakami, głównie wypędzonymi z Kresów Wschodnich. 
Do dziś zachowały się znaczne fragmenty murów obronnych, zamek i kościół.

## Burmistrzowie
- Maciej Jankowski (1990–1992)
- Stanisław Mielniczuk (1992–1993)
- Jan Mokrzycki (1993–1994)
- Leszek Strep (1994–1998)
- Józef Fit (1998–2006)[10]
- Andrzej Ogrodnik (2006–2014)[11]
- Paweł Jagasek (2014–2024)[12]
- Alina Śmigiel (2024– )[13]

## Położenie
Kożuchów położony jest w południowej części województwa lubuskiego w powiecie nowosolskim. Gminę Kożuchów tworzą miasto Kożuchów i 22 wsie.
W latach 1975–1998 miasto administracyjnie należało do woj. zielonogórskiego.
Miasto leży na skrzyżowaniu dróg wojewódzkich:
- DW283: Zielona Góra – Rejów (DW292)
- DW296: Kożuchów – Lubań
- DW297: Nowa Sól – Pasiecznik

## Demografia
- Piramida wieku mieszkańców Kożuchowa w 2020 roku[14].

## Zabytki

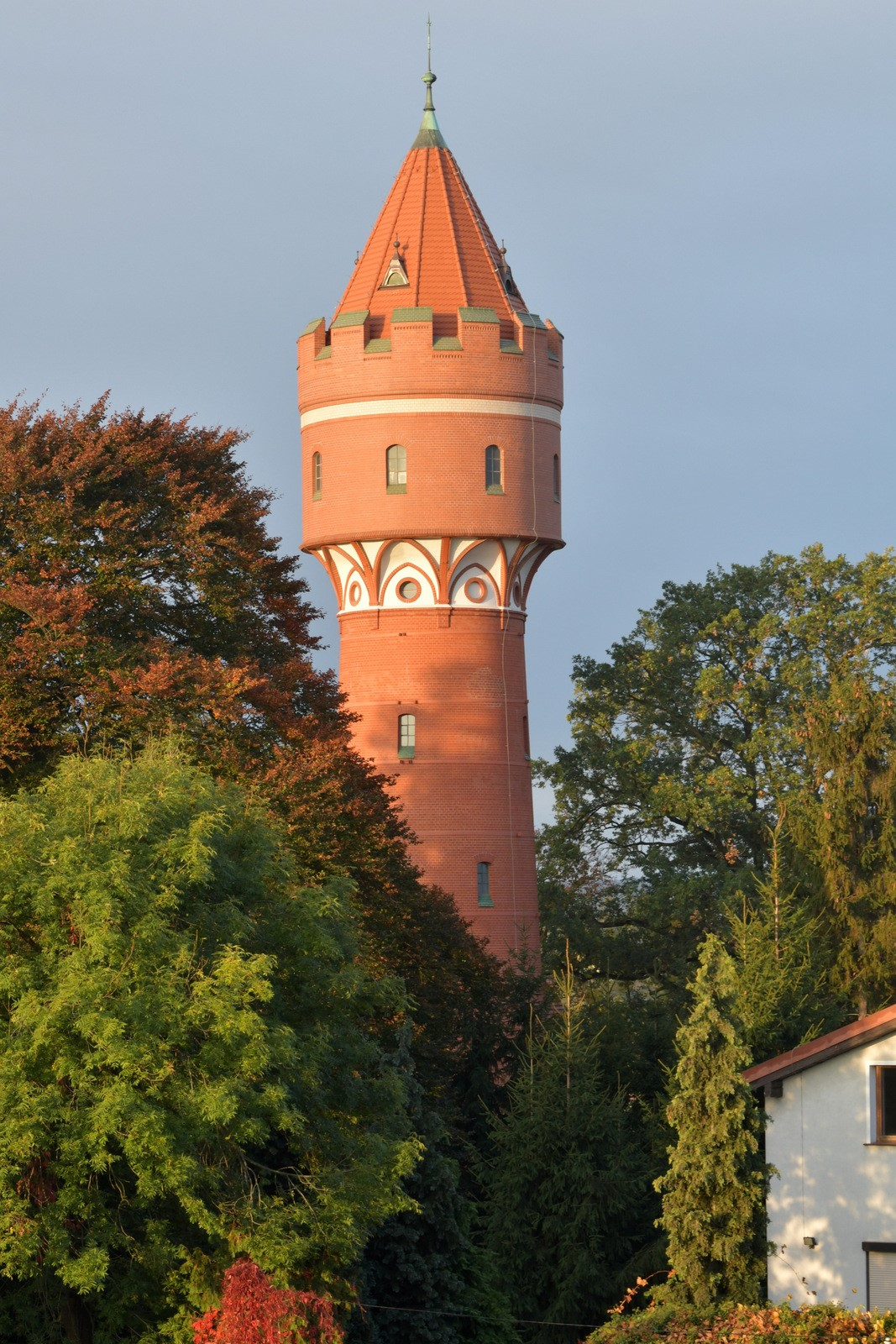
Wieża ciśnień - Kożuchów

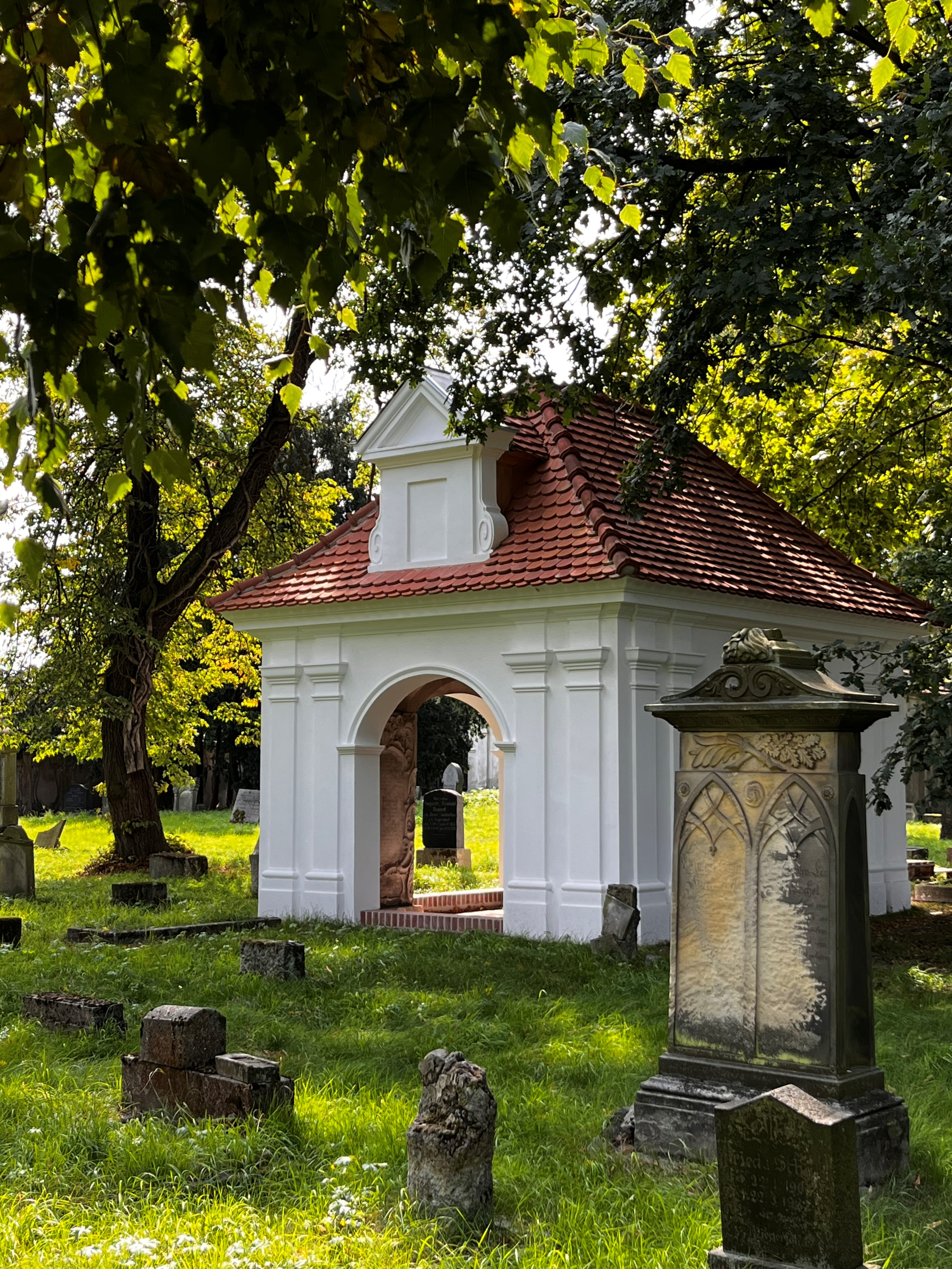
Lapidarium ewangelickie

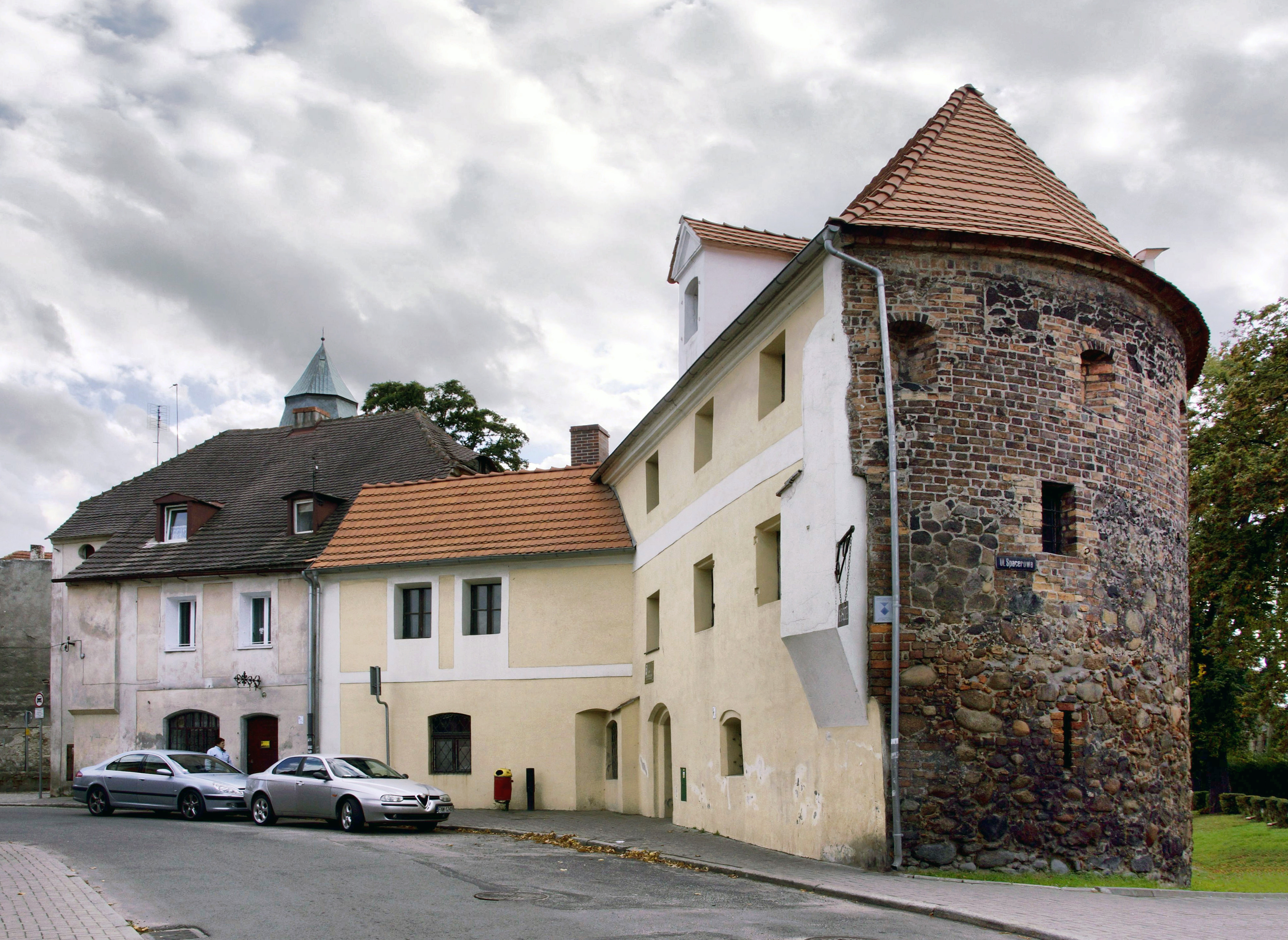
Baszta krośnieńska

Do wojewódzkiego rejestru zabytków wpisane są:

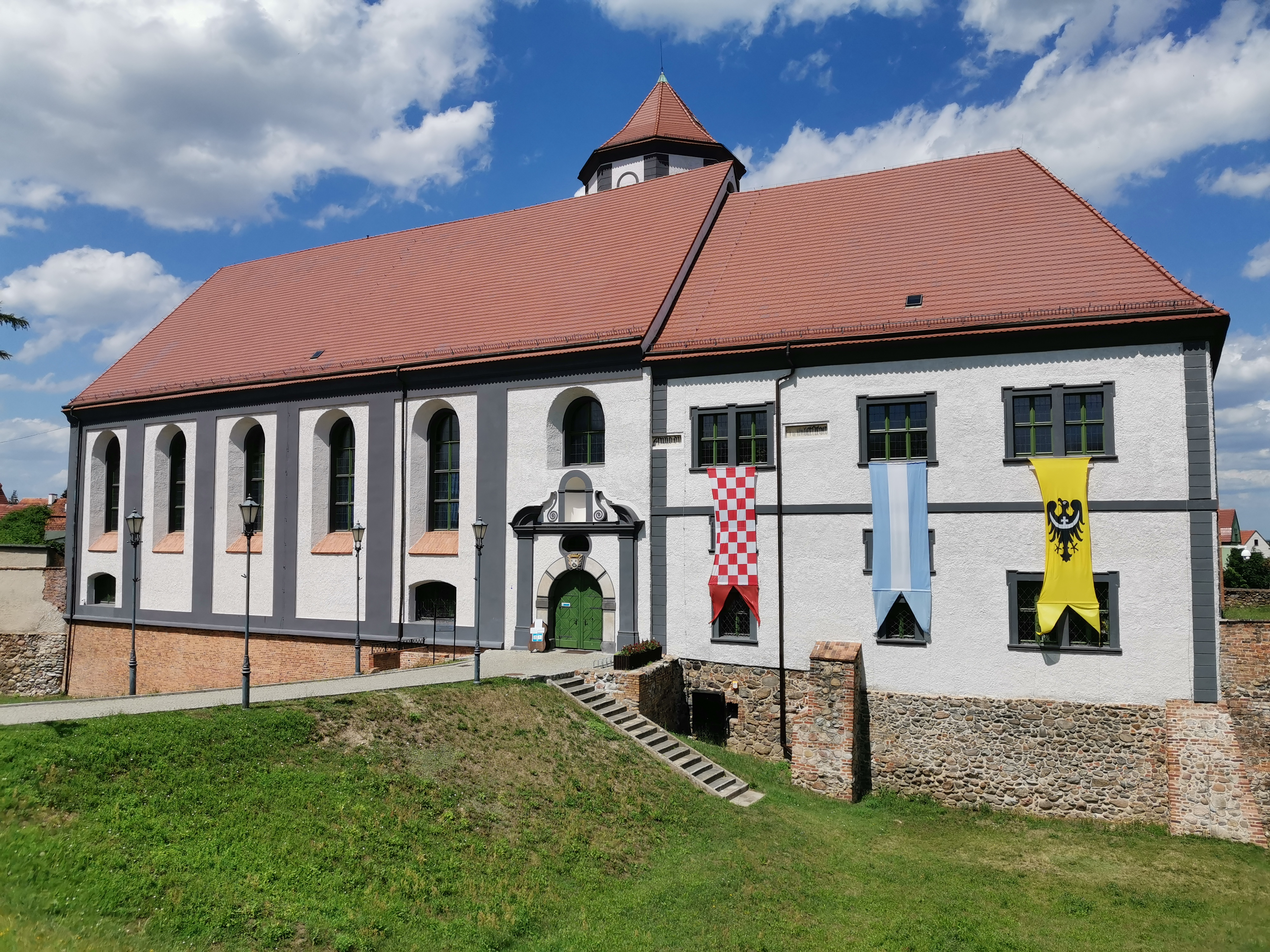
Zamek w Kożuchowie

- zespół urbanistyczno-krajobrazowy miasta, z połowy XIII-XIX wieku. Zabytkową część miasta stanowi zespół architektoniczno-urbanistyczny z kamienicami na parcelach z XII w., kościołem, zamkiem i ratuszem oraz dość dobrze zachowanymi murami obronnymi otaczającymi starą część miasta. Założenie urbanistyczne miasta objęte jest ochroną Lubuskiego Wojewódzkiego Konserwatora Zabytków. Duża część miasta znajduje się także w tzw. „strefie ochrony konserwatorskiej”, co znacznie utrudnia inwestycje w tej części miasta. Zabudowa mieszkalna w starej części Kożuchowa to wiele zabytkowych kamieniczek z okresów od XVI do początku XX wieku. Zespół zabytkowych domów liczy ponad 270 obiektów
- kościół parafialny pod wezwaniem Oczyszczenia NMP, został wybudowany w XIII wieku jako skromna, kamienna, jednonawowa budowla (według legendy miał powstać z fundacji Bolesława Krzywoustego już w 1125 roku). Wielokrotne przebudowy, modernizacje, rozbudowy spowodowały, że dzisiaj kościół jest trzynawową budowlą z kamienia i cegły. Główna bryła kościoła utrzymana jest w stylu gotyckim, wieża i jej dach prezentują styl barokowy natomiast sklepienie nawy oraz prezbiterium przebudowane zostało w epoce renesansu, pl. Matejki
- kościół filialny pod wezwaniem Świętego Ducha, powstał z założeniem na kościół szpitalny w XIV wieku. Kościół jest budowlą z kamienia polnego i cegły utrzymaną w stylu późnogotyckim, ul. 1 Maja
- zespół Stacji Maryjnych przy drodze do Mirocina (5 kapliczek przydrożnych), z XVII wieku
- cmentarz ewangelicki pod wezwaniem Świętej Trójcy (lapidarium) założony w XVII wieku. Mieści się tu ponad 200 zabytkowych płyt nagrobnych z XVII, XVIII oraz XIX wieku. Lapidarium stanowiące cmentarz ewangelicki należy do najokazalszych w Polsce., ul. 1 Maja
  - 14 kaplic grobowych
- park miejski, z końca XIX wieku
- zamek, kożuchowska rezydencja powstała w XIII-XIV wieku i posiadała różne przeznaczenie tak jak i różnych właścicieli. Zamek był rezydencją książęcą, klasztorem zakonu karmelitów, zbrojownią i siedzibą najznakomitszych rodów. Dawna gotycka wieża została przebudowana i wkomponowana w zachodnie skrzydło a cały zamek uległ mocnej przebudowie przez ostatnich właścicieli zamku – zakon karmelitów. Obecnie czteroskrzydłowa budowla z kwadratowym dziedzińcem jest jednym z ciekawszych obiektów na terenie Kożuchowa a zarazem siedzibą Kożuchowskiego Centrum Kultury „Zamek”
- mury obronne, pierwszy wieniec kamiennych murów powstał na przełomie XIII i XIV wieku i otaczała go szeroka na 20 m fosa. W XV wieku został wzniesiony cały pierścień fortyfikacji. Do miasta wjeżdżało się przez trzy bramy (Głogowską, Żagańską i Krośnieńską), a od II połowy XV wieku, przez 4 bramy, które zostały zburzone w 1819 roku. Jedynymi pamiątkami po bramach jest baszta Bramy Krośnieńskiej

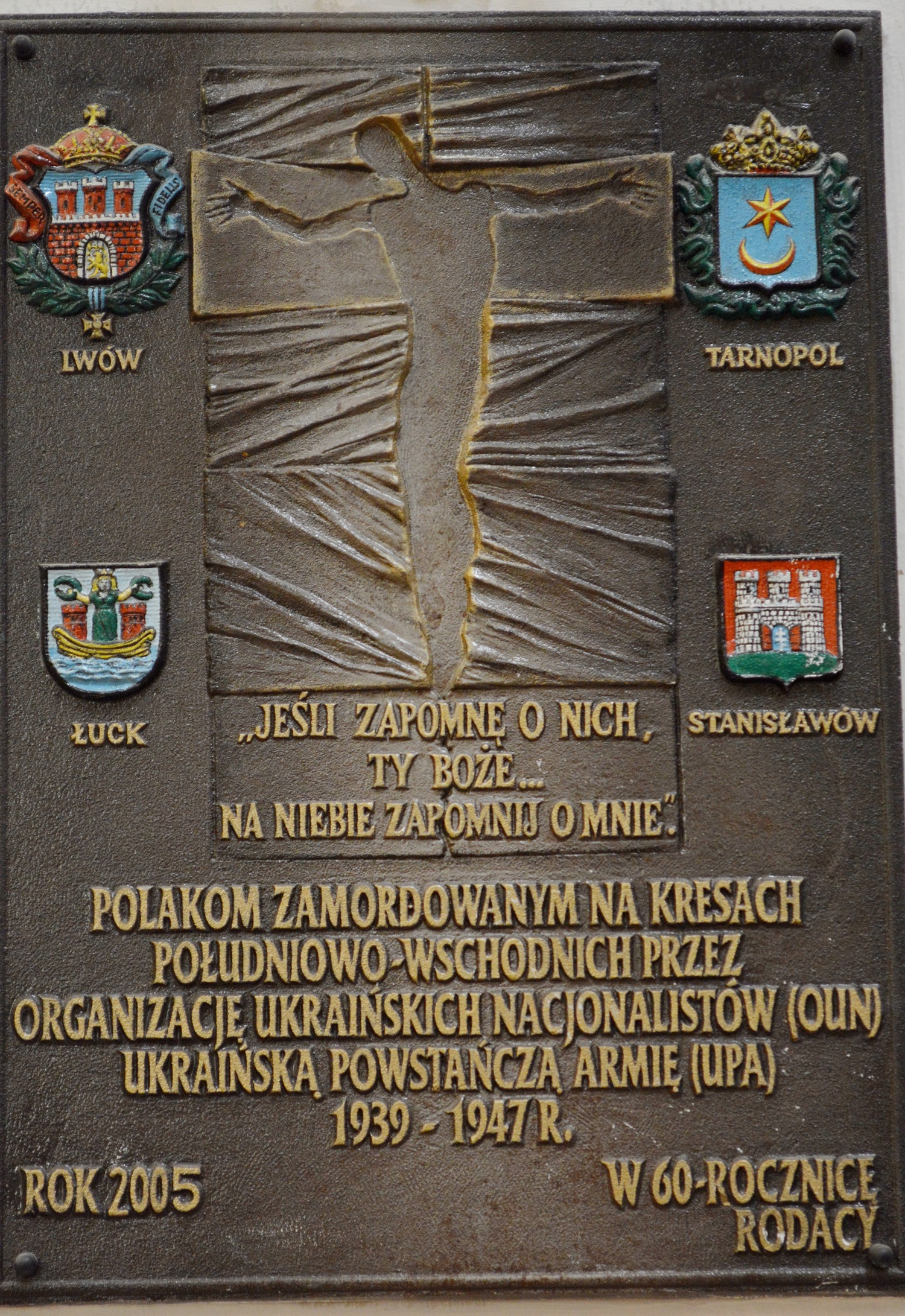
Tablica w kościele parafialnym upamiętniająca ludobójstwo Polaków przeprowadzone przez UPA

  - Baszta Krośnieńska – w północno-zachodniej części miasta była bramą, przez którą prowadziła droga w kierunku Krosna Odrzańskiego. Jest to trzykondygnacyjna kamienna basteja, w Kościół parafialny pod wezwaniem Oczyszczenia NMPTablica w kościele parafialnym upamiętniająca ludobójstwo Polaków przeprowadzone przez UPAktórej rozmieszczono otwory strzelnicze (przez miejscowych nazywana potocznie „basztą”). Obecnie część budynku przebudowano na mieszkanie, a w pozostałej części mieści się Izba Regionalna, gdzie zgromadzone są pamiątki i eksponaty nawiązujące tematyką do Kożuchowa

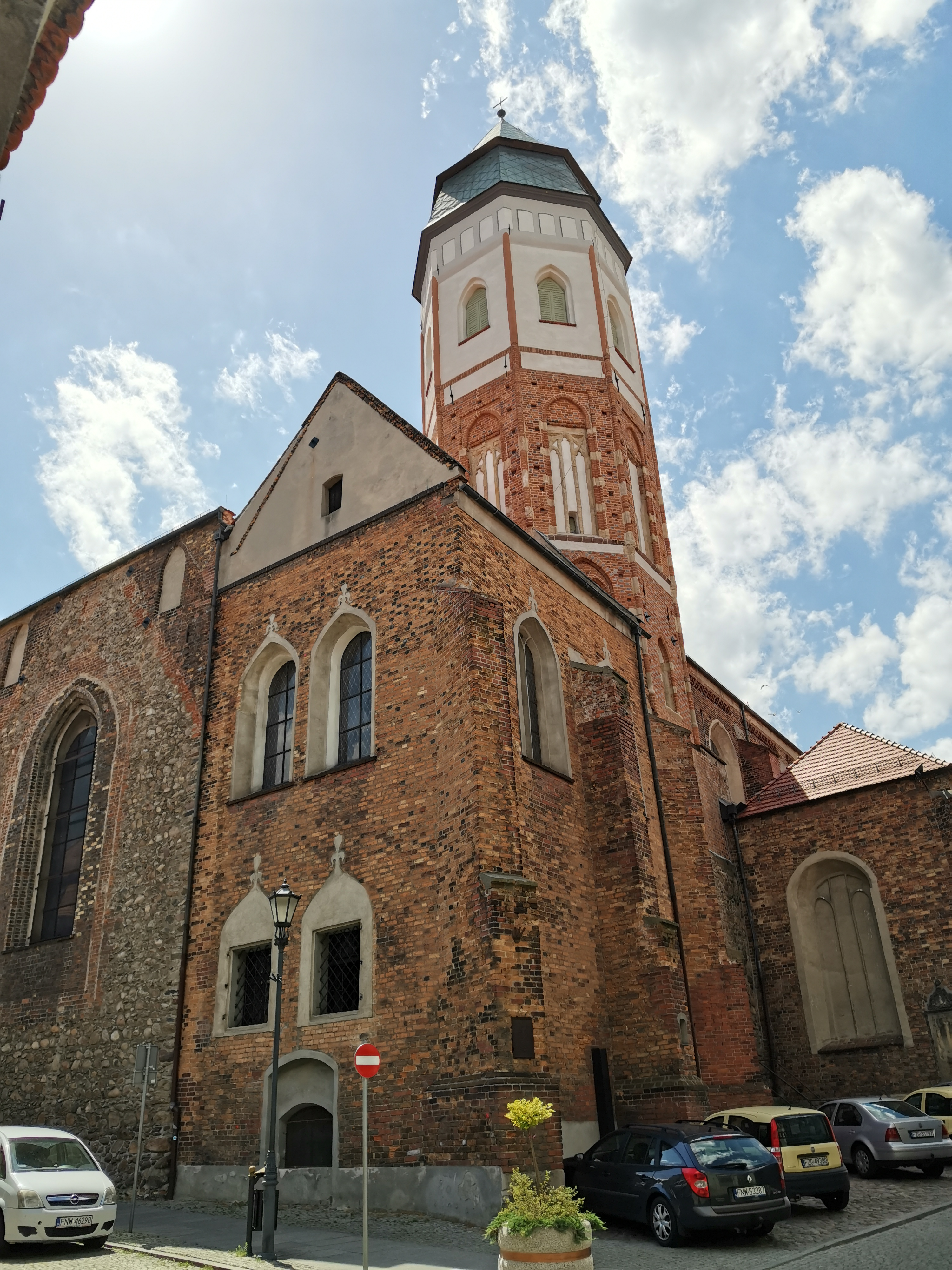
Kościół parafialny pod wezwaniem Oczyszczenia NMP

- ratusz, najstarszy kożuchowski ratusz, z XIV wieku był najprawdopodobniej budowlą drewnianą, która spłonęła podczas pożaru miasta w 1488 roku. Następny ratusz został wybudowany w stylu późnogotyckim w 1489 roku jako budowla piętrowa murowana z cegieł. Wielokrotnie przebudowywany w latach 1554, 1637, 1769 po kolejnych pożarach miasta. W XIX wieku uległ przebudowie nadającej mu neoklasycystyczny charakter. Podczas II wojny światowej ratusz ulega zniszczeniu. W latach 1963–1969 odbudowany na pozostałościach ściany gotyckiej od strony północnej i XIX-wiecznej neoklasycystycznej ściany wschodniej. Relikty te połączono z nowoczesną współczesną architekturą. Gotycka wieża ratuszowa została również odbudowana po tym jak się zawaliła w 1963 roku
- zespół pałacowy – po ostatniej pożodze wojennej zachował się park, portal w stylu barokowym, kordegarda pałacowa, zabudowania folwarczne z XIX wieku oraz brama folwarczna, z XVIII–XIX wieku
  - pałac
  - park dworski, obecnie im. Poniatowskiego
- domy, ul. Chopina 1, 3/4, 14, z XVIII wieku/XIX wieku
- domy, ul. Daszyńskiego 5, 9, 25, 27, z XVII wieku, XVIII wieku, XIX wieku, po 1945 roku
- domy, ul. Drzymały 3, 6, z początku XX wieku
- domy, pl. Ewangelicki 1/2, 3/4, 5/6, 8, XVIII wieku-XIX wieku
- dom, pl. Garbarska 9, 11 murowano-szachulcowy, 15 z oficyną, 23, 39, z połowy XIX wieku, z XX wieku
- domy, ul. Głogowska 2, 3, 5, 6, XVIII wieku/XIX wieku
- domy, ul. Klasztorna 6, 8, 10, 12, 2 / Legnicka 1, z XVIII wieku-XIX wieku. W jednym z domów przy ul. Klasztornej zachowała się zabytkowa fasada bogato zdobiona, przedstawiająca płaskorzeźby św. Piotra i Pawła. Fasada pochodzi z XVIII wieku. W roku 2006 przeprowadzono prace konserwatorskieKamienica z figurami Piotra i Pawła

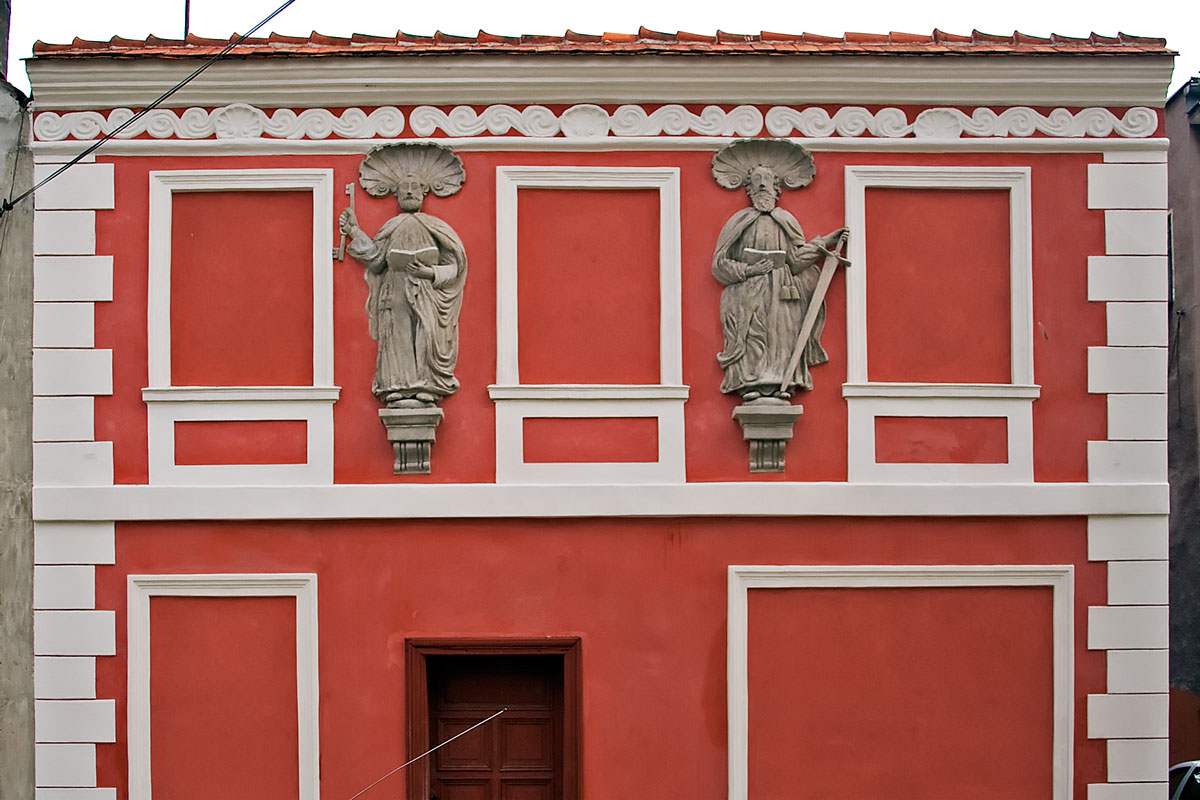
Kamienica z figurami Piotra i Pawła

- domy, ul. Kopernika 1, 6a, z XVIII wieku/XIX wieku
- domy, ul. Kościelna 1, 2, 3, 5, 6, 7, 11, 15, 17, 19, XVIII wieku, z XIX wieku
- domy, ul. Legnicka 3, 5, 7, 9, 11, 12, 13, 15, 17, 18 - Daszyńskiego, z XVII wieku, z XVIII wieku, z XIX wieku-XX wieku
- dom, ul. Limanowskiego 4a, z XVIII wieku/XIX wieku
- domy, ul. 1 Maja 1, 2, 3, 4, 5, 6, 7, 8, 9, 10, 11, 12, 13, 14, 15, 17, 18, 19, 21, 22, 23, 26, 37, 39, 47 willa z budynkiem gospodarczym i ogrodem, z XVII wieku, z XVIII wieku/XIX wieku, z XX wieku
- domy, ul. Matejki 1, 3 - plebania, 4, z XV wieku, XVIII wieku, XX wieku
- domy, ul. Moniuszki 1, 2, 4, 6, 8, z XVIII wieku, z XIX wieku, z początku XX wieku
- domy, ul. Obywatelska 2, 4, 6, 8, 10, 12, XVIII wieku/XIX wieku
- domy, ul. Okrzei 1, 2, 3 i 3a, 4, 6, 7, 8, 11 murowano-szachulcowy, z XVIII wieku/XIX wieku
- kamienice w Rynku – trzykondygnacyjne, na parcelach ze średniowiecznym rodowodem. Na niektórych elewacjach zachowały się portale z okresu renesansu:
  - domy, Rynek 1, 2 i oficyna, 3, 4, 5, 6, 7, 8, 9, 10, 11, 12, 13, 14, 15, 16/17, 18, 19, 26, 28 z oficyną, 29, 30, 31, z XVI wieku, XVIII wieku/XIX wieku
- dom, ul. Spacerowa 2, z XVIII wieku, z początku XX wieku
- domy, ul. Szprotawska 1, 6, 11,12, 13, 23 (cerkiew prawosławna pw. Wszystkich Świętych), 25, 27, z końca XIX wieku, z początku XX wieku
- dom, ul. Traugutta 1/2, 3, 11, 13, 15, 25, 27, z XIX wieku/XX wieku
- domy, ul. Zielonogórska 5a, 6, 10, 11, 13, 14, 16, 20, z XVIII wieku/XIX wieku
- dom, ul. Zygmuntowska 29, szachulcowy, z XVIII wieku/XIX wieku
- dom, ul. Żagańska 44, murowano-szachulcowy, z połowy XIX wieku
- wieża ciśnień, powstała w 1908 roku w najwyższym punkcie miasta (111,80 m n.p.m.) przy ul. Szprotawskiej. Jest to budowla z cegły klinkierowej o wysokości 38,90 m, nawiązująca w swym stylu do średniowiecznego budownictwa obronnego. Zwężający się ku górze trzon, wzniesiony na planie koła, podtrzymuje zbiornik typu Intze. Wieża nadal jest użytkowana zgodnie z pierwotnym założeniem

Inne zabytki:
- wieża kościoła ewangelickiego – pozostałość jednego z sześciu protestanckich kościołów łaski na Śląsku, stojąca samotnie w pobliżu starówki. W latach 1709–1710 wzniesiono poza murami miasta kościół ewangelicki, który jednak zgodnie z założeniami (jak wszystkie inne kościoły łaski) nie posiadał wieży. Wieżę (zachowana do dzisiaj) zbudowano dopiero w 1826 roku. Wysoki koszt prawa do postawienia kościoła (95 tys. guldenów) spowodował, że nie mogła powstać budowla murowana. Pierwotnie był więc to budynek typu szachulcowego na planie krzyża greckiego, który dopiero w latach 1831 i 1857-1859 przemurowano. Po II wojnie światowej kościół służył jeszcze ewangelikom do 1950 r., jednakże w związku ze zmniejszeniem się liczebności zboru przekazano go parafii prawosławnej. W 1962 roku został przeznaczony na magazyn zbożowy. W 1968 roku świątynię rozebrano, natomiast wieża ocalała i stoi po dziś dzień.
- figura Maryjna z 1736 roku, ufundowana przez radnego Königa i umieszczona na Moście Żagańskim, w zachodniej części miasta, przy ulicy 1 Maja. Stoi ona dokładnie na środku mostu, choć dzisiaj może nie być to takie oczywiste, gdyż część dawnej fosy została zasypana (łuki zamurowanego przęsła są dalej widoczne). Na ceglanym słupie sięgającym dna fosy, stoi piaskowcowy, trzyczęściowy cokół z gzymsem. Nad gzymsem widnieje łaciński napis: „Omnes in Adam peccaverumt / En Mater ad sum nom peccari” (w Adamie wszystko było grzeszne. Oto matka, która jest bez grzechu). Na cokole postać depcząca węża z jabłkiem w paszczy.
- figura świętego Jana Nepomucena z 1715 roku stojąca dawniej na arkadowym Moście Zielonogórskim. Po jego rozbiórce na przełomie XIX i XX wieku figurę przeniesiono i obecnie znajduje się w pobliżu Baszty Krośnieńskiej, w północno-zachodniej części dawnych obwarowań miejskich. Na dwuczęściowym cokole postać świętego w kontrapoście w typowym stroju, z biretem na głowie i krucyfiksem opartym na lewym ramieniu. Z przodu cokołu medalion z napisem: „A / M.D.G / B.V.M / S.I.N / s.s. / F.A.S / 1715” (Ad / Maiorem Dei Gloriam / Beatae Virginis Mariae / Sancti Ioannis Nepomuceni / sumptibus suis / F.A.S / 1715 – Na chwałę Boga, Błogosławionej Dziewicy Maryi, Świętego Jana Nepomucena, na koszt F.A.S w roku 1715).
- monolitowy krzyż kamienny w Mirocinie Dolnym – możliwe, że późnośredniowieczny, znajdujący się w lesie między Mirocinem Dolnym a Kożuchowem, o wymiarach 138 x 68 x 22/34 cm. Wykonany ze zlepieńca.

## Gospodarka
Kożuchów jest ośrodkiem przemysłowo-usługowym.

### Handel w Kożuchowie
W Kożuchowie mieszczą się punkty usługowe, sklepy i inne obiekty handlowe, są stacje benzynowe, stacje obsługi pojazdów, warsztaty mechaniczne i elektrotechniczne, liczne magazyny, oddziały banków, towarzystw ubezpieczeniowych i leasingowych. Istnieje poczta, komisariat policji, straż pożarna, ośrodek zdrowia, przychodnie, Dom Pomocy Społecznej i gabinety lekarskie, a także targowisko miejskie przy ul. Kolorowej.

### Strefa przemysłowa
Od strony północnej miasta przy drodze wojewódzkiej nr 283 powstała nowa strefa przemysłowa o powierzchni 34 ha, czekająca na inwestorów. Na terenie strefy znajduje się nowo wybudowana oczyszczalnia ścieków oraz market budowlany PSB Mrówka.

## Kultura
W mieście istnieje kilka instytucji, które stanowią kulturalną bazę Kożuchowa. Są to:
- Centrum Kultury Zamek – które prowadzi i organizuje wiele imprez artystycznych i kulturalnych np. Dni Ziemi Kożuchowskiej, Turniej Rycerski, plenery artystyczne, liczne wystawy, bale sylwestrowe i okolicznościowe.

Sekcje i koła działające przy Centrum Kultury „Zamek”:
1. Pracownie artystyczne:
  1. Pracownia plastyczna
  2. Pracownia krawiecka
2. Izba Regionalna – w Baszcie Krośnieńskiej, gromadząca  pamiątki i eksponaty nawiązujące tematyką do Kożuchowa

- Placówka Wychowania Pozaszkolnego Zespół Folklorystyczny „Lubuskie Słoneczko” – zespół występuje na wielu estradach krajowych i zagranicznych, ma w swoim dorobku występy w wielu krajach Europy, laureat wielu nagród.
- Biblioteka Publiczna Miasta i Gminy Kożuchów

Imprezy cykliczne odbywające się w mieście:
- Dni Ziemi Kożuchowskiej – od 1976 r. (koniec maja)
- Turniej Rycerski – od 1996 r. (połączony z Dniami Ziemi Kożuchowskiej)
- Festiwal Henrykowski  – koncerty muzyki poważnej w kościele parafialnym pod wezwaniem Oczyszczenia NMP od 2015 r. (koniec sierpnia)
- Cosuchowia Dance – gala muzyki Disco-polo od 2016 r. (koniec lipca)
- Święto Jabłka – jarmark produktów regionalnych od 2016 r. (połowa września).

W Kożuchowie działa także oddział Towarzystwa Miłośników Lwowa i Kresów Południowo-Wschodnich, organizujący szereg wydarzeń kulturalnych, w tym Prezentacje Kultury Polaków z Kresów  Wschodnich i Bukowiny. 

## Sport
W mieście swoją siedzibę ma klub piłkarski Miejski Klub Sportowy „Korona” Kożuchów (do stycznia 2009 r. Miejski Klub Sportowy „Polmo” Kożuchów), który został założony w 1946 roku i występuje w Zielonogórskiej okręgówce.
Pozostałe kluby sportowe:
- Ludowe Zrzeszenia Sportowe
- Sekcja Szachowa przy Spółdzielni Mieszkaniowej „Odrodzenie”
- Sekcja Strzelecka przy Zespole Szkół Ponadgimnazjalnych
- Klub sportowy Judo UKS Ippon Kożuchów
- Klub Karate Ronin Kożuchów[21]

Od 2015 roku swoją działalność prowadzi Uczniowski Klub Sportowy SG Kożuchów. Klub siatkarski zrzeszający blisko 40 zawodniczek. Od 2018 roku Klub współpracuje z Fundacją Małgorzaty Glinki.

## Rekreacja
Kożuchów posiada dość dobrze rozwiniętą bazę rekreacyjno-sportową. Przy ul. Zielonogórskiej znajduje się stadion miejski i boiska rekreacyjno-sportowe. Przy Zespole Szkół Ponadgimnazjalnych znajduje się nowoczesna hala sportowa. Druga hala położona jest przy ulicy Anny Haller. 15 czerwca 2009 r. otwarto dwa nowe boiska, jedno przy stadionie miejskim (współfinansowane z programu „Moje Boisko – Orlik 2012”) oraz drugie przy ulicy Anny Haller (współfinansowane z programu „Blisko Boisko – PZU”). W 2016 r. przy ul. Moniuszki powstało kąpielisko miejskie z budżetu obywatelskiego. W 2019 r. stadion miejski został rozbudowany o część lekkoatletyczną i uzyskał certyfikat Polskiego Związku Lekkiej Atletyki.

## Edukacja
Na terenie miasta i Gminy Kożuchów funkcjonują 2 przedszkola publiczne, 3 szkoły podstawowe i 1 szkoła średnia.
Lista szkół w Kożuchowie:
- Szkoła Podstawowa nr 1 im. Bolesława Krzywoustego
- Szkoła Podstawowa nr 2
- Szkoła Podstawowa w Mirocinie Dolnym
- Zespół Szkół Ponadgimnazjalnych nr 5 im. Leszka Kołakowskiego

Przedszkola:
- Przedszkole Miejskie nr 1 w Kożuchowie
- Przedszkole Miejskie nr 3 w Kożuchowie
- Przedszkole „Ochronka” prowadzone przez Zgromadzenie Sióstr św. Elżbiety

W przeszłości przy ul. Anny Haller 1 funkcjonowało w Kożuchowie Samorządowe Gimnazjum im. Jana Pawła II w Kożuchowie. W 2009 roku uczęszczało do niego 571 uczniów i uczyło w nim 50 nauczycieli. Na przełomie 2013 i 2014 roku do szkoły uczęszczało 446 uczniów.

## Wspólnoty wyznaniowe

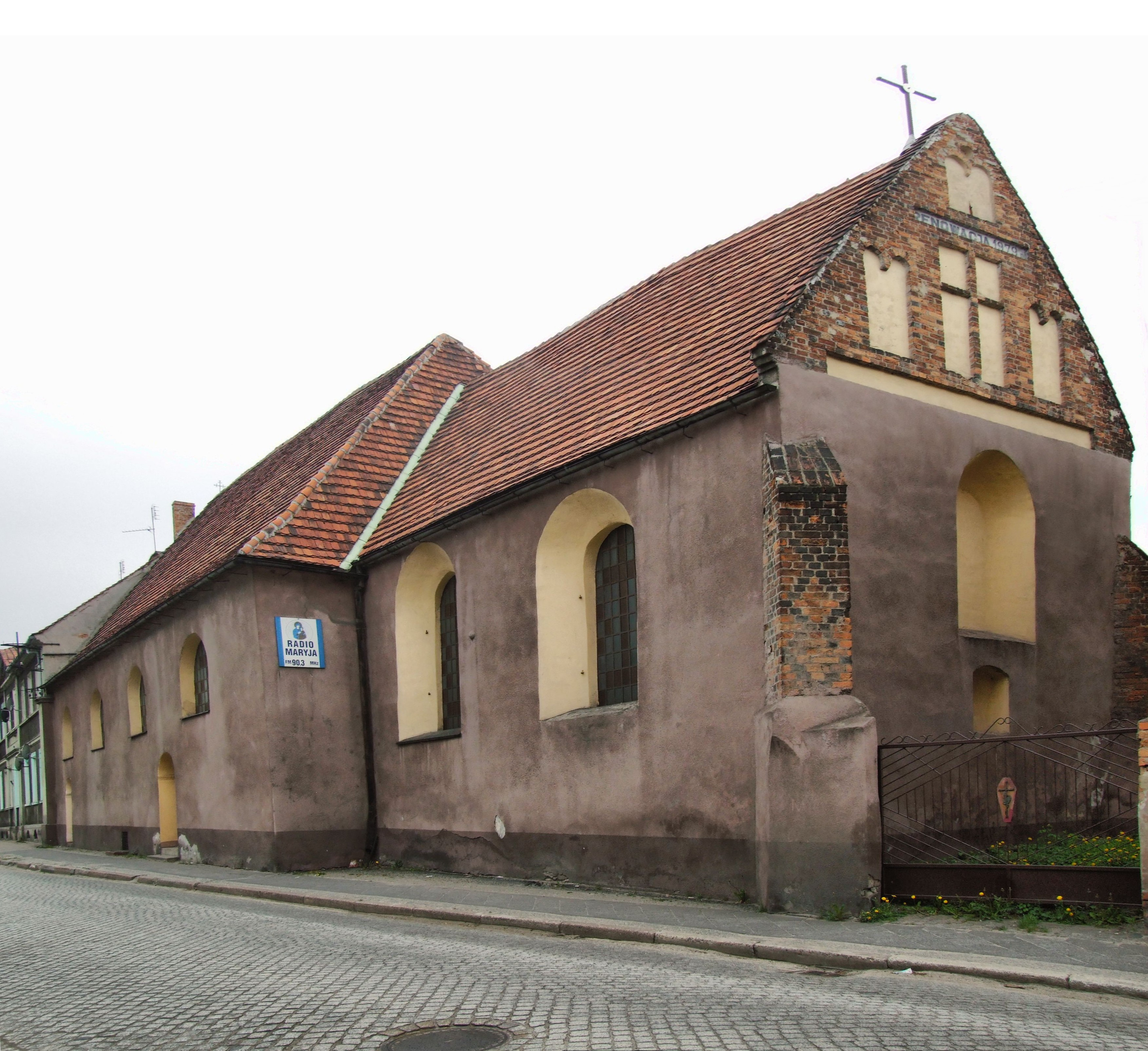
Kościół Ducha Świętego

Na terenie miasta działalność religijną prowadzą następujące Kościoły i związki wyznaniowe:
- Kościół rzymskokatolicki:
  - parafia Matki Bożej Gromnicznej
- Kościół Ewangelicko-Augsburski:
  - filiał w Kożuchowie
- Kościół Zielonoświątkowy:
  - zbór w Kożuchowie
- Polski Autokefaliczny Kościół Prawosławny:
  - parafia Wszystkich Świętych (cerkiew Wszystkich Świętych)
- Świadkowie Jehowy:
  - zbór Kożuchów (Sala Królestwa ul. Stefana Żeromskiego 13)[25]

## Współpraca międzynarodowa
- Castelmola[26]
- Schwepnitz[27]